# Reremal
Reremal is een bestuurslaag in het regentschap Aceh Tengah van de provincie Atjeh, Indonesië. Reremal telt 383 inwoners (volkstelling 2010).